# Кукарин, Иван Александрович
Иван Александрович Кукарин (1922—1948) — красноармеец Рабоче-крестьянской Красной Армии, участник Великой Отечественной войны, Герой Советского Союза (1943).

## Биография
Иван Кукарин родился 18 января 1922 года на станции Вязовая (ныне — Усть-Катавский городской округ Челябинской области). После окончания семи классов школы и школы фабрично-заводского ученичества работал сначала слесарем на Верх-Исетском заводе в Свердловске, затем на Среднеуральской ГРЭС. В октябре 1941 года Кукарин был призван на службу в Рабоче-крестьянскую Красную Армию. С февраля 1943 года — на фронтах Великой Отечественной войны.
К сентябрю 1943 года гвардии красноармеец Иван Кукарин был орудийным номером противотанкового орудия 104-й гвардейского стрелкового полка 36-й гвардейской стрелковой дивизии 57-й армии Степного фронта. Отличился во время битвы за Днепр. В ночь с 25 на 26 сентября 1943 года расчёт Кукарина переправился через Днепр к северу от Днепродзержинска и принял активное участие в боях за захват и удержание плацдарма на его западном берегу. В тех боях Кукарин получил тяжёлое ранение.
Указом Президиума Верховного Совета СССР от 20 декабря 1943 года за «образцовое выполнение боевых заданий командования на фронте борьбы с немецкими захватчиками и проявленные при этом мужество и героизм» гвардии красноармеец Иван Кукарин был удостоен высокого звания Героя Советского Союза с вручением ордена Ленина и медали «Золотая Звезда» за номером 1438.
В 1944 году Кукарин был демобилизован по ранению. Проживал в Среднеуральске, работал на Среднеуральской ГРЭС.
Скоропостижно скончался 18 декабря 1948 года, похоронен на центральной площади города Юрюзань.
Был также награждён рядом медалей.